# جيف كروس (لاعب كرة قاعدة)
جيف كروس (بالإنجليزية: Jeff Cross)‏ هو لاعب كرة قاعدة أمريكي، ولد في 28 أغسطس 1918 في تلسا في الولايات المتحدة، وتوفي في 23 يوليو 1997 في هانتسفيل في الولايات المتحدة.

## وصلات خارجية
- جيف كروس على موقع دوري كرة القاعدة الرئيسي (الإنجليزية)
- جيف كروس على موقعبيزبول رفرنس.كوم (الدوري الرئيسي) (الإنجليزية)
- جيف كروس على موقعبيزبول رفرنس.كوم (الدوري الثانوي) (الإنجليزية)